# Baltic Cup 1933
Baltic Cup 1933 – szósta edycja turnieju towarzyskiego Baltic Cup rozegrana w dniach od 2 do 4 września 1933 w Kownie na Litwie. W turnieju tradycyjnie wzięły udział trzy zespoły: reprezentacja gospodarzy, Łotwy i Estonii.
Litwa rozpoczęła mecz z Estonią, który został przerwany z powodu ciemności. Następnego dnia Łotwa pokonała Estonię. Rankiem trzeciego dnia, przed meczem Litwa–Łotwa, gospodarze zaskoczyli oficjeli wycieczką do lokalnego browaru. Estońska gazeta Päevaleht poinformowała, że fiński sędzia meczu był bardzo wesoły, ale źle sędziował, faworyzując głównie litewskich gospodarzy. Mecz został przerwany z powodu ciemności i zakończył się remisem.
Zasady wymagały, aby drużyna zdobyła co najmniej dwie wygrane, by zdobyć mistrzostwo. Na spotkaniu drużyny Łotwa zażądała, aby mecz Litwa–Estonia został rozegrany ponownie jako pierwszy. Łotwa liczyła na przewagę nad zmęczoną drużyną Litwy w swoim meczu. Litwa i Estonia nie zgodziły się, zauważając, że Łotwa wygrała swój mecz z Estonią, więc wygrana Łotwy z Litwą przyznałaby Łotyszom mistrzostwo i zakończyła turniej. Nie osiągnięto konsensusu i drużyna Łotwy opuściła turniej tego samego dnia. Mistrzostwo nie zostało przyznane.

## Mecze
| 2 września: |  | Litwa | 1 | – (przerwany) | 1 | Estonia |

| 3 września: |  | Estonia | 0 | – | 1 | Łotwa |

| 4 września: |  | Litwa | 2 | – (przerwany) | 2 | Łotwa |

## Tabela
| M | Reprezentacja | L.m. | Zw. | Rem. | Por. | Bramki | R.br. | Pkt |
| 1 | Łotwa         | 2    | 1   | 1    | 0    | 3:2    | +1    | 3   |
| 2 | Litwa         | 2    | 0   | 2    | 0    | 3:3    | 0     | 2   |
| 3 | Estonia       | 2    | 0   | 1    | 1    | 1:2    | -1    | 1   |

Tabela końcowa jest podana, bez powtórzonego meczu z 5 września (prawdopodobnie na podstawie porozumienia między krajami przed edycją 1935 roku). Turniej pozostał nierozstrzygnięty z powodu nieporozumień dotyczących terminów meczów.